# Guyon Le Roy du Chillou
Guyon Le Roy, seigneur du Chillou et de Mondon, est un amiral français, constructeur de la ville du Havre.

## Biographie
Il a d'abord été écuyer de la grande écurie de Louis XI en 1481. 
Nommé vice-amiral de France par Charles VIII en 1485, il accompagna Louis XII lors des conquêtes de Gênes. Il l'a fait général de ses armées navales le 25 janvier 1513 pour lutter contre les Anglais qui avaient faits des opérations en France. Le 25 avril 1513, il remporte la bataille de Brest contre une flotte anglaise.
François Ier le nomme vice-amiral de Normandie. Il le charge de la construction du Havre-de-Grâce, il est capitaine de la ville de 1517 à 1528.

## Famille
Il a été marié en premières noces avec Isabeau de Beauval, dame d'Ochoich (Aucocq) et de Villeroye, dont il a eu quatre enfants : 
- Gilles Le Roy, seigneur du Chillou, mort sans descendance peu après son mariage en 1519.
- Anne Le Roy, dame du Chillou, a été mariée en 1506 à François III du Plessis de Richelieu : ce sont des ancêtres du cardinal de Richelieu[3].
- Jeanne Le Roy, mariée à Robert de Hullus, aux Pays-Bas.
- Françoise Le Roy, épouse en 1515 de René de Maillé de L'Islette

Il a épousé en secondes noces Radegonde de Maridor, tante de la dame de Monsoreau, dont il a eu Nicole le Roy de Chavigny, mariée 1° en 1553 à François Poton de Raffin, seigneur de Puycalvary et d'Azay, sénéchal d'Agenais entre 1553 et 1570, puis 2° vers 1574 avec Artus de Cossé-Brissac.